# MiG-21 croates
Créée en novembre 1991, pendant la guerre d'indépendance qui a opposé les forces croates à l'armée yougoslave et aux paramilitaires serbes, l'aviation militaire et la défense aérienne croates ont été dans un premier temps équipées de petits avions de tourisme et agricoles issus d'aéroclubs locaux.
Leurs missions, essentiellement concentrées vers la reconnaissance, le transport de blessés et de matériels sur les zones de conflits va évoluer avec l'arrivée à partir de 1992, des premiers avions de chasse MiG-21 issus de la défection des pilotes croates de l'armée populaire yougoslave et des importations parallèles. Ils resteront en service jusqu'en 2024.

## Historique
Fin 1993 et début 1994, environ 40 avions de chasse MiG-21 Bis/UM ont été achetés en Ukraine par le gouvernement croate pour l'aviation militaire croate.
Ils ont été expédiés en Pologne où ils ont été démontés puis acheminés en Croatie par camions via la Slovaquie et la Hongrie.
Avec ce lot d’avions ont également été achetés des missiles air-air R-60 (AA-Cool et R-3R (AA-2-2)), des obus de 23 mm et des bombes de 250 kg.
En 2002 et 2003 :
- 8 MiG-21bis (no 108, 110, 115, 116, 117, 120, 121 et 122),
- 4 MiG-21UM achetés et modernisés en Roumanie par Aerostar (no 164, 165, 166 i 167 ).

## 21eescadrillede chasseur MiG-21bis - Base aérienne 91 - Zagreb - Pleso

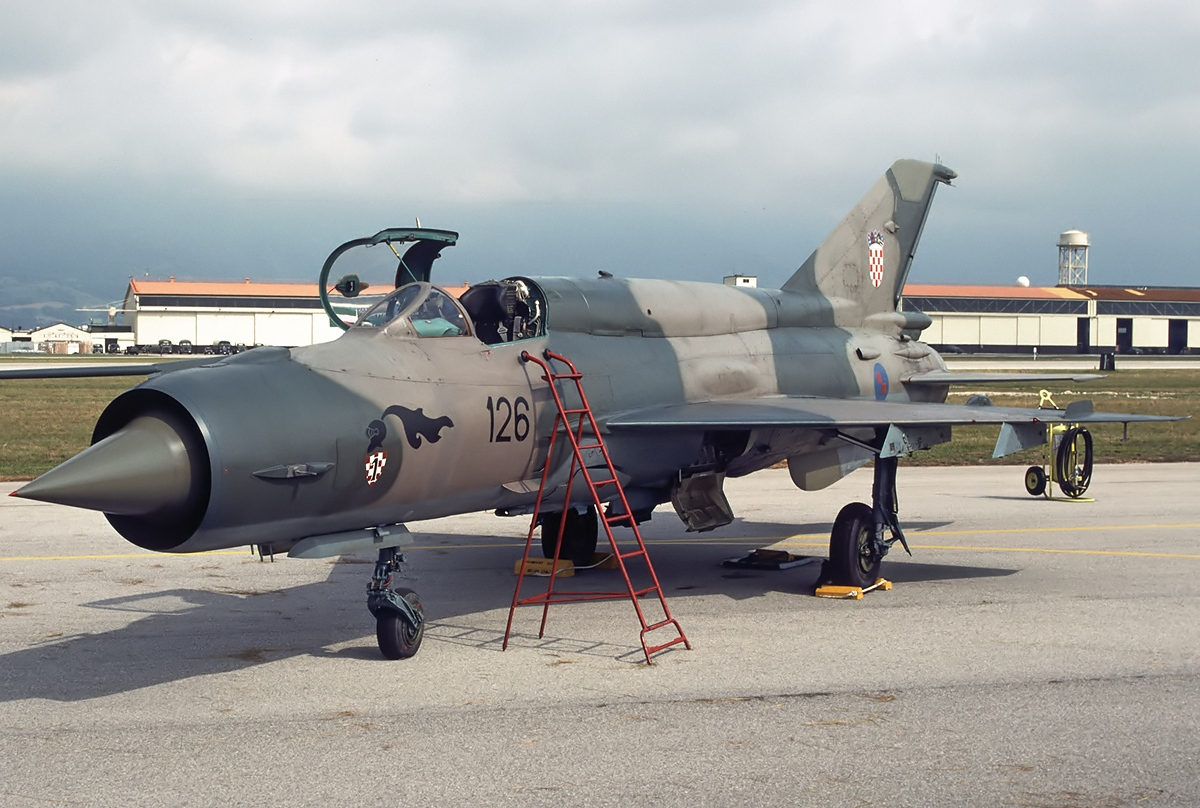
Le MiG-21 No 126 en Italie.

101. Le capitaine Danijel Borovic a déserté le 04.01.1992 de la base de Bihać-Željava et a atterri à Pula avec son MiG-21 (no 17133 / n°série N2119). Cet avion a été abattu le 24.06.1992 par les forces serbes avec un missile (SA-14 Strela) ; son pilote Ante Radoš est décédé.
102, baptisé le « Vengeur de Dubrovnik ». Le capitaine Ivica Ivandić a déserté de l'aéroport militaire de Ponikve-Užice (Serbie) et a atterri à Split le 15/05/1992 avec le MiG-21 (no 17235 / n°série N2741). Cet avion a été repeint en camouflage vert et marron en 1994 et réformé en 2004. 
103, baptisé le « Vengeur de Vukovar ». Le capitaine Ivan Selak a déserté de l'aéroport militaire de Ponikve-Užice (Serbie) et a atterri à Zagreb le 15/05/1992 avec le MiG-21 (no 17167 / n°série N4051). Cet avion a été abattu le 14 septembre 1993 par les forces serbes avec un missile (SA-14 Strela) près de Vrginmost (Croatie) ; son pilote Miroslav Periš est décédé.
104. Acheté en Ukraine, perdu à la suite d'une collision avec une ligne à haute tension le 21 avril 1995 près de Gašinci ; son pilote le commandant Zlatko Mejaški est décédé.
105. Acheté en Ukraine, réformé.
106. Acheté en Ukraine, réformé.
107. Acheté en Ukraine, réformé.
108. Acheté en Ukraine, modernisé en Roumanie en 2002/2003, réformé.
109. Acheté en Ukraine, a reçu son immatriculation en 1996. L'avion s'écrase à la suite d'un problème moteur le 14 août 1996 près de Velika Gorica ; son pilote Ivan Bosnar est décédé.
113. Acheté en Ukraine, durant l'Opération Tempête, le capitaine Ivica Ivandić accroche un arbre et endommage une aile, réparé avec les pièces du 111. Réformé en 2004.
116. Acheté en Ukraine, réformé.
119. Acheté en Ukraine, abattu au-dessus de Bosanska Gradiška le 2 mai 1995 durant l'opération éclair ; son pilote le capitaine Rudolf Perešin est décédé.
121. Acheté en Ukraine, modernisé en Roumanie en 2002/2003.
122. Acheté en Ukraine, modernisé en Roumanie en 2002/2003.
123. Acheté en Ukraine, a reçu son immatriculation en 1996, réformé.
124. Acheté en Ukraine, a reçu son immatriculation en 1996, réformé.
125. Acheté en Ukraine, a reçu son immatriculation en 1996, réformé.
126. Acheté en Ukraine, a reçu son immatriculation en 1996, réformé en 2004.

## 22eescadrilled’avions de chasse MiG-21bis - Base aérienne 92 -Pula
110. Acheté en Ukraine, modernisé en Roumanie en 2002/2003.
111. Acheté en Ukraine, assemblé, mais n'a jamais volé : il a fourni des pièces de rechange (108 et 113).
112. Acheté en Ukraine, réformé.
114. Acheté en Ukraine, détruit à la suite d'un incendie à Pula, réformé.
115. Acheté en Ukraine, modernisé en Roumanie en 2002/2003.
117. Acheté en Ukraine, modernisé en Roumanie en 2002/2003.
118. Acheté en Ukraine, réformé.
120. Acheté en Ukraine, modernisé en Roumanie en 2002/2003.
Une dizaine d'autres MiG-21 ont fourni des pièces de rechange.

## MiG-21 U/US/UM (biplaces)

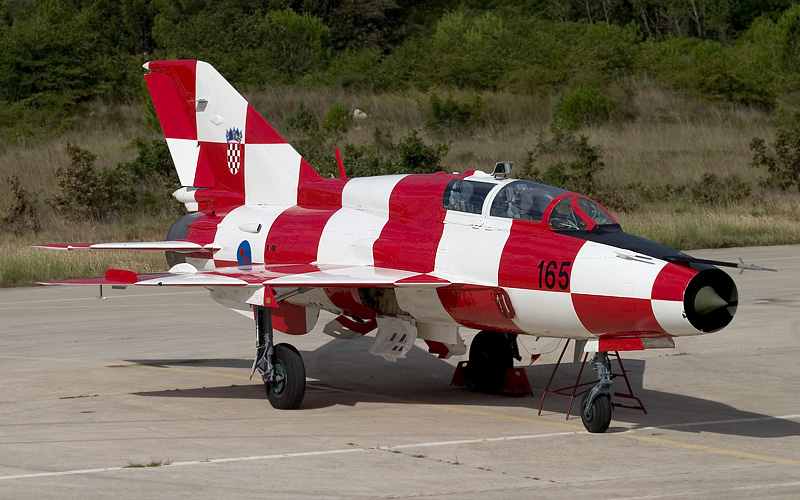
Mikoyan-Gourevitch MiG-21 UM no 165 surnommé "Kockasti" (damier) ou "Vatreni" (enflammé, en hommage à l'équipe de football de Croatie).

195. MiG-21U abandonné par la JNA à Zadar-Zemunik, il n'a jamais volé pour l'armée croate.
160. Acheté en Ukraine, réformé.
161. US Acheté en Ukraine, n’a jamais volé mais a fourni des pièces de rechange.
162. UM Acheté en Ukraine, réformé.
163. UM Acheté en Ukraine, surnommé « Zubo » (les crocs), réformé.
164. UM Acheté et modernisé en Roumanie en 2002. Le 6 décembre 2022 le MiG-21UMD s/n 164 s'est écrasé dans la région de Voćin, les deux membres d'équipage se sont éjectés.
165. UM Acheté et modernisé en Roumanie en 2002, surnommé « Kockasti ou Vatreni » (le damier ou enflammé).
166. UM Acheté et modernisé en Roumanie en 2002.
167. UM Acheté et modernisé en Roumanie en 2002.
Sur un total de 40 avions de chasse MiG-21, 25 ont été assemblés et le restant a fourni des pièces de rechange.

## Fin de service et retrait
En 2007, la réforme des avions de chasse MiG-21 était prévue pour 2010. Un appel d’offres avait été lancé pour 12 chasseurs polyvalents mais a été annulé. En 2011, la société ukrainienne Ukspecexport a été choisie pour moderniser 7 MiG-21L et en acquérir 5 pour 17 millions d'euros ; les travaux se sont terminés en 2015. On envisage à cette date qu'ils restent en service jusqu'au début des années 2020.
En 2016, les avions reçus sont cloués au sol car ayant reçu des pièces détachées d'occasion d'origine algérienne et bulgare. Le numéro de série des réacteurs a été effacé et d'autres malversations, dont de la corruption, ont été découvertes.
Le 28 mai 2021, le gouvernement croate annonce la commande de 12 Dassault Rafale provenant des stocks de l'Armée de l'air et de l'espace française pour les remplacer vers 2024.
À la suite de la réception des six premiers Rafales le 25 avril 2024, ils sont retirés officiellement du service après une cérémonie le 11 mai 2024.